# Židovská obřadní síň (Třebíč)

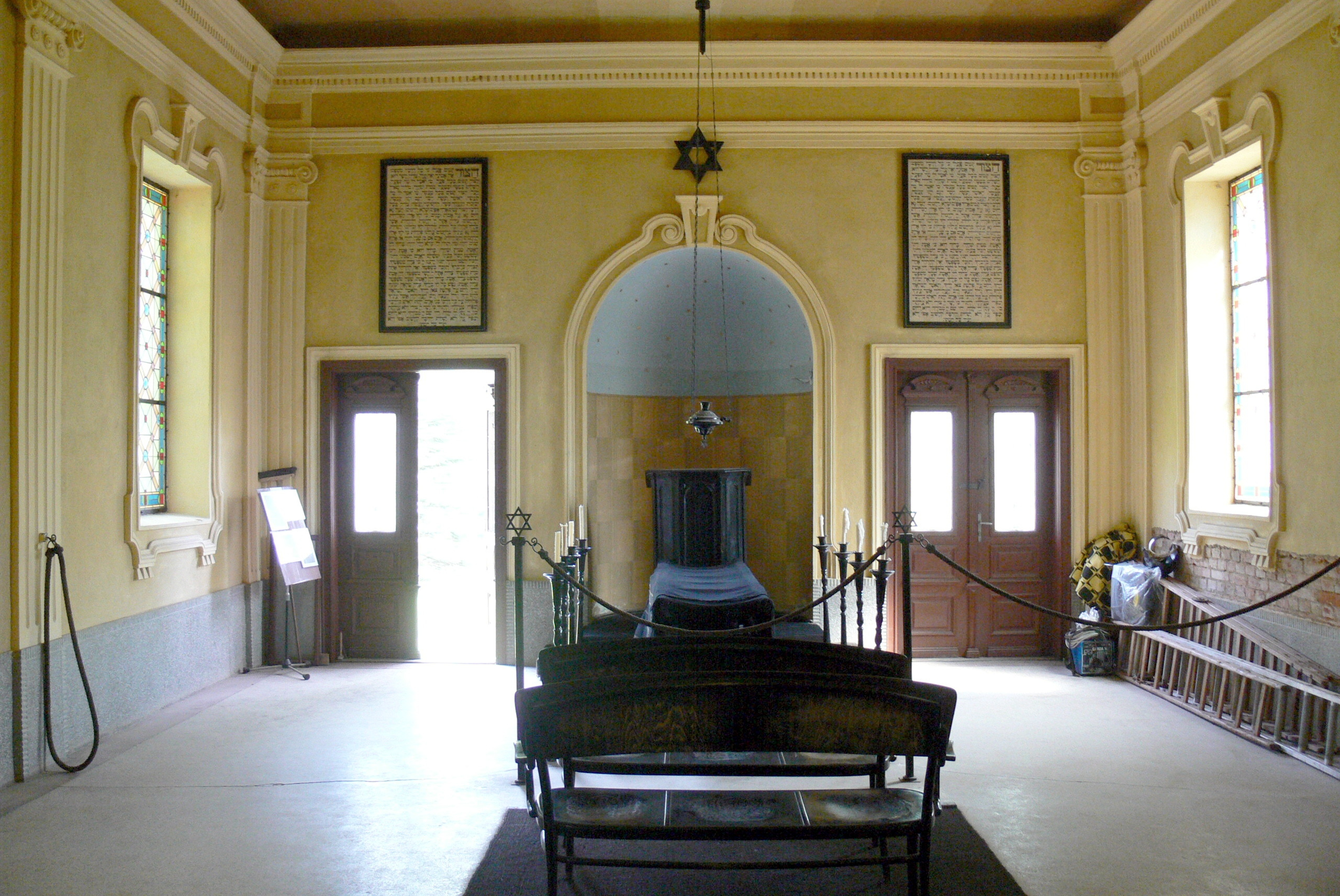
Vnitřní pohled

Židovská obřadní síň v Třebíči je obřadní síň či smuteční síň v Třebíči, postavena byla v roce 1903. Smuteční síň je součástí Židovského hřbitova v Třebíči a od roku 1988 je chráněnou kulturní památkou.
Obřadní síň je postavena v neoklacisistním stylu, na čelní straně je štít a portál.